# Marco Moscati
Marco Moscati (Livorno, 1º novembre 1992) è un calciatore italiano, centrocampista del Lumezzane.

## Caratteristiche tecniche
Centrocampista eclettico e duttile tatticamente, vanta una buona tecnica di base che emerge in particolar modo nel dribbling. Nasce come interno, riuscendo nel prosieguo di carriera a disimpegnarsi in tutti i ruoli della mediana: può agire sia da registra arretrato, dettando i tempi dell'azione, sia da mezzapunta, nonché all'occorrenza da terzino destro; tuttavia rende al meglio quando schierato da mezzala, ruolo in cui eccelle nell'inserirsi negli spazi per cercare la conclusione a rete, grazie alla sua precisione al tiro.

## Carriera
Cresce nel settore giovanile del Livorno sino a esordire in prima squadra nel 2011, in Serie B, in occasione della sfida contro il Frosinone del 30 maggio.
Nell'estate 2011 si trasferisce in prestito al Perugia, in Seconda Divisione, per la sua prima stagione da calciatore professionista. Subito affermatosi nell'undici titolare, nella stagione 2011-2012 contribuisce alla vittoria del campionato, con 35 presenze e 5 gol, e della Supercoppa di Seconda Divisione contro il Treviso, guadagnando con i grifoni la promozione in Prima Divisione.
Viene riconfermato in biancorosso per l'annata 2012-2013, sfiorando un nuovo e immediato salto di categoria: il centrocampista gioca 29 gare di campionato e realizza 3 gol, di cui uno nella semifinale play-off persa contro il Pisa. Nella terza stagione a Perugia, 2013-2014, nonostante la giovane età è ormai uno dei leader dei grifoni, realizzando 5 gol in 31 gare compreso quello al Frosinone che, nell'ultima giornata di campionato, sancisce la vittoria del torneo da parte della squadra umbra e il suo ritorno in Serie B dopo nove anni; chiude la sua prima esperienza perugina non prima di aver sollevato anche la Supercoppa di Prima Divisione, vinta a spese dell'Entella.
Le buone annate in terra umbra convincono il Livorno a riscattare Moscati, il quale fa il suo secondo esordio in maglia amaranto il 17 agosto 2014, in occasione della gara di Coppa Italia contro il Bassano, realizzando anche il gol del momentaneo 2-1. In campionato viene lanciato titolare da Carmine Gautieri sin dalla prima giornata, dove il Livorno pareggia 1-1 contro il Carpi, chiudendo la stagione con 36 presenze. La stagione 2015-2016 è ancora titolare nel centrocampo amaranto, non riuscendo tuttavia a evitare la retrocessione dei toscani in Lega Pro.
Nell'estate 2016 Moscati rimane comunque in serie cadetta, ceduto in prestito all'Entella; segna la sua unica rete con la maglia dei liguri il 1º aprile 2017, nella trasferta sul campo del Brescia terminata sul 2-2. Terminata l'esperienza a Chiavari, nel campionato seguente viene nuovamente ceduto in prestito in cadetteria, stavolta al Novara. Il successivo 21 ottobre una sua doppietta regala i tre punti agli azzurri nella trasferta di Palermo.
La stagione in Piemonte si chiude con la retrocessione dei gaudenziani, tuttavia Moscati, tornato nel frattempo a Livorno a fine prestito, ha modo di rimanere in Serie B riapprodando dopo un quadriennio al Perugia, che lo acquista a titolo definitivo. Dopo un inizio promettente, che lo vede indossare anche la fascia di capitano nella vittoria contro l'Ascoli (2-0) del 2 settembre 2018, nel prosieguo di stagione non riesce però a riproporsi sui livelli della sua prima esperienza biancorossa, venendo presto superato nelle gerarchie del centrocampo dal più giovane Kingsley.
Rimasto inizialmente nei ranghi della squadra umbra per il precampionato 2019-2020, il 2 settembre 2019 passa in prestito al Trapani, neopromosso in Serie B. Segna la sua prima rete con la compagine siciliana il successivo 26 ottobre, in occasione del pareggio casalingo con l'Empoli (2-2). La sua stagione coi siciliani di fatto finisce il 28 gennaio 2020, dopo la rottura del legamento crociato anteriore del ginocchio, che lo costringe a operarsi e a fermarsi per diversi mesi. Terminata quindi la parentesi siciliana si riaggrega al Perugia, nel frattempo retrocesso in Serie C. Nella sua terza esperienza in maglia biancorossa si ripropone su buoni livelli, assurgendo nel campionato 2020-2021 tra i protagonisti dell'immediato ritorno della squadra tra i cadetti. Ciò nonostante, in scadenza di contratto, a fine campionato viene lasciato libero non rientrando più nei piani della società umbra.
Nell'agosto 2021 viene tesserato dal Südtirol, con cui nel 2021-2022 vince il campionato di Serie C, contribuendo alla prima promozione in cadetteria nella storia degli altoatesini. Tuttavia nell'estate 2022, non rientrando più nei piani della società, viene messo fuori rosa.
Il 28 luglio del 2023 viene acquistato a titolo definitivo dal Lumezzane, militante in Serie C.

## Statistiche

### Presenze e reti nei club
Statistiche aggiornate al 26 aprile 2025.
| Stagione         | Squadra          | Campionato       | Campionato | Campionato | Coppe nazionali | Coppe nazionali | Coppe nazionali | Coppe continentali | Coppe continentali | Coppe continentali | Altre coppe | Altre coppe | Altre coppe | Totale | Totale |
| Stagione         | Squadra          | Comp             | Pres       | Reti       | Comp            | Pres            | Reti            | Comp               | Pres               | Reti               | Comp        | Pres        | Reti        | Pres   | Reti   |
| ---------------- | ---------------- | ---------------- | ---------- | ---------- | --------------- | --------------- | --------------- | ------------------ | ------------------ | ------------------ | ----------- | ----------- | ----------- | ------ | ------ |
| 2010-2011        | Livorno          | B                | 1          | 0          | CI              | 0               | 0               | -                  | -                  | -                  | -           | -           | -           | 1      | 0      |
| 2011-2012        | Perugia          | 2D               | 32         | 5          | CI-LP           | 4               | 0               | -                  | -                  | -                  | SdL-2D      | 2           | 0           | 38     | 5      |
| 2012-2013        | Perugia          | 1D               | 29+2       | 3+1        | CI+CI-LP        | 1+3             | 0+1             | -                  | -                  | -                  | -           | -           | -           | 35     | 5      |
| 2013-2014        | Perugia          | 1D               | 32         | 5          | CI+CI-LP        | 0+4             | 0               | -                  | -                  | -                  | SdL-1D      | 2           | 0           | 38     | 5      |
| 2014-2015        | Livorno          | B                | 36         | 0          | CI              | 1               | 1               | -                  | -                  | -                  | -           | -           | -           | 37     | 1      |
| 2015-2016        | Livorno          | B                | 32         | 2          | CI              | 2               | 0               | -                  | -                  | -                  | -           | -           | -           | 34     | 2      |
| 2016-2017        | Entella          | B                | 38         | 1          | CI              | 0               | 0               | -                  | -                  | -                  | -           | -           | -           | 38     | 1      |
| lug.-ago. 2017   | Livorno          | C                | 0          | 0          | CI              | 1               | 0               | -                  | -                  | -                  | -           | -           | -           | 1      | 0      |
| Totale Livorno   | Totale Livorno   | Totale Livorno   | 69         | 2          |                 | 4               | 1               |                    | -                  | -                  |             | -           | -           | 73     | 3      |
| ago. 2017-2018   | Novara           | B                | 39         | 6          | CI              | 0               | 0               | -                  | -                  | -                  | -           | -           | -           | 39     | 6      |
| 2018-2019        | Perugia          | B                | 17         | 0          | CI              | 1               | 0               | -                  | -                  | -                  | -           | -           | -           | 18     | 0      |
| 2019-2020        | Trapani          | B                | 19         | 2          | CI              | 0               | 0               | -                  | -                  | -                  | -           | -           | -           | 19     | 2      |
| 2020-2021        | Perugia          | C                | 27         | 2          | CI              | 2               | 0               | -                  | -                  | -                  | SC-C        | 1           | 0           | 30     | 2      |
| Totale Perugia   | Totale Perugia   | Totale Perugia   | 137+2      | 15+1       |                 | 15              | 1               |                    | -                  | -                  |             | 5           | 0           | 159    | 17     |
| 2021-2022        | Südtirol         | C                | 20         | 0          | CI+CI-C         | 1+7             | 0               | -                  | -                  | -                  | SC-C        | 2           | 0           | 30     | 0      |
| 2022-2023        | Südtirol         | B                | -          | -          | CI              | -               | -               | -                  | -                  | -                  | -           | -           | -           | -      | -      |
| Totale Sudtirol  | Totale Sudtirol  | Totale Sudtirol  | 20         | 0          |                 | 8               | 0               |                    | -                  | -                  |             | 2           | 0           | 30     | 0      |
| 2023-2024        | Lumezzane        | C                | 35+1       | 2          | CI-C            | 2               | 0               | -                  | -                  | -                  | -           | -           | -           | 38     | 2      |
| 2024-2025        | Lumezzane        | C                | 36         | 0          | CI-C            | 2               | 0               | -                  | -                  | -                  | -           | -           | -           | 38     | 0      |
| Totale Lumezzane | Totale Lumezzane | Totale Lumezzane | 71+1       | 2          |                 | 4               | 0               |                    | -                  | -                  |             | -           | -           | 76     | 2      |
| Totale carriera  | Totale carriera  | Totale carriera  | 393+3      | 28+1       |                 | 32              | 2               |                    | -                  | -                  |             | 7           | 0           | 435    | 31     |

## Palmarès
- Lega Pro Seconda Divisione: 1

Perugia: 2011-2012 (girone B)
- Supercoppa di Lega di Seconda Divisione: 1

Perugia: 2012
- Lega Pro Prima Divisione: 1

Perugia: 2013-2014 (girone B)
- Supercoppa di Lega di Prima Divisione: 1

Perugia: 2014
- Campionato italiano Serie C: 2

Perugia: 2020-2021 (girone B)
Südtirol: 2021-2022 (girone A)